# Кубанське козацьке військо

Перехід на Кубань. Частина монументу Антону Головатому в Одесі

Кубанське козацьке військо — частина козацтва на службі Російської імперії. Населяла території сучасного Краснодарського краю, західної частини Ставропольського краю, а також Республік Адигея і Карачаєво-Черкесія. Центр — місто Катеринодар — сучасний Краснодар. Військо офіційно було утворене в 1860 на основі Чорноморського козацького війська і частини Кавказького лінійного козацького війська, за правління російського імператора Олександра II.
Військо управлялося наказними отаманами, що призначалися імператором. Кубанська область була розділена на 7 відділів, на чолі яких стояли отамани, що призначаються наказним отаманом. На чолі станиць і хуторів стояли виборні отамани, що затверджувалися отаманами відділів.

## Історія Кубанського козацького війська
Кубанське козацьке військо історично склалося з декількох різних груп козаків.

### Чорноморське козацьке військо
До кінця XVIII століття після численних політичних перемог Російської імперії докорінно змінилися пріоритети розвитку південної України, що входила у той час до складу Російської імперії, і козаків, що проживали у Запорізької Січі. За Кючук-Кайнарджійським договором (1774) Росія дістала вихід до Чорного моря та Крим. На заході послаблена Річ Посполита була на межі розпаду.
Таким чином, подальша необхідність у присутності козаків на своїй історичній батьківщині задля охорони південних російських рубежів відпала. Водночас їхній традиційний триб життя часто призводив до конфліктів із російською владою. Після неодноразових погромів сербських поселенців, а також у зв'язку з підтримкою козаками Пугачовського повстання, імператриця Катерина II наказала знищити Запорізьку Січ. За наказом Григорія Потьомкіна про втихомирення запорозьких козаків російські війська, на чолі із генералом Петром Текелі, зруйнували Січ у червні 1775 року.
Після того, проте, як близько п'яти тисяч козаків переселилися у гирло Дунаю, започаткувавши Задунайську Січ під протекторатом османського султана Абдула-Гаміда I, було зроблено кілька спроб інтегрувати дванадцять тисяч козаків, що залишилися, в російську армію і суспільство майбутньої Новоросії, проте козаки не бажали підкорятися вимогам суворої дисципліни.
Водночас Османська імперія, набувши додаткових сил в особі дунайських козаків, загрожувала новою війною. 1783 року з колишніх запорожців, за підтримки Григорія Потьомкіна, було сформовано Військо вірних запорожців та Чорноморська козацька флотилія.
Російсько-турецька війна 1787—1792 завершилася вирішальною для Росії перемогою (при цьому внесок козаків був істотний). У результаті Ясського миру Росія територіально зміцнила свій вплив на південних кордонах. Новий пріоритет був підставою виграної землі і потреба в козаках повністю відпала. 1784 року до складу Росії увійшла Кубань, яка була стратегічно важлива для розширення Росії на Кавказ, але уразлива внаслідок присутності черкесів. 1792 року Катерина II запропонувала військовому отаманові Антону Головатому переселити своє військо, (перейменоване у Чорноморське 1791 року), на новий кордон.
Так до 1793 року чорноморці у складі 40 куренів (близько 25 тисяч чоловік) переселилися в результаті кількох походів. Головним завданням нового війська стали створення оборонної лінії вздовж усієї області і розвиток народного господарства на нових теренах. Не зважаючи на те, що нове військо було значно перевлаштоване за стандартами інших Козацьких військ Російської Імперії, Чорноморці змогли зберегти в нових умовах багато традицій Запорозької Січі (наприклад, вільне обрання й однострій).
Спочатку територія (до 1830-х рр.) обмежувалася від Тамані вздовж усього правобережжя Кубані до річки Лаба. Уже в 1860 році військо налічувало 200 тисяч козаків і виставляло 12 кінних полків, 9 піших (пластунських) батальйонів, 4 батареї і 2 гвардійських ескадрони.
Переселенці з України становили більшу частину козацтва в Єйському, Катеринодарському і Темрюкському відділах Кубанської області. До 1920-х років XX століття, коли навчання в школах було переведене на російську, говорили українською (східному (полтавському) діалекті). Досі в усній мові, найпаче в станицях, зберігається багато українізмів (так звана балачка).

### Лінійні козаки
Лінійці — це нащадки донських козаків, хоперських козаків, переселених на Кубань. Після ліквідації Кавказького лінійного війська лінійні козаки були розділені між Терським та Кубанським козацькими військами. Населяли східну частину Кубанської області — Кавказький, Лабінський, Майкопський і Баталпашинський відділи. На відміну від україномовних чорноморців, лінійці розмовляли російською мовою.

### Приписні козаки
У першій половині XIX століття на Кубань переселялися державні селяни, кантоністи і відставні солдати, що зараховувались у козаки. Іноді вони селилися у вже наявних станицях, іноді утворювали нові.

## Організація
Кубанські козаки були вільним воєнізованою сільськогосподарською людністю. На чолі Кубанського козацького війська стояв наказний отаман (рівночасно — начальник Кубанської області), який у військовому відношенні користувався правами начальника дивізії, а в цивільному — правами губернатора. Він призначав отаманів відділів, яким підкорялися виборні отамани станиць і хуторів. Найвищим органом станичної влади був станичний схід, який обирав отамана і правління (складалося з отамана і двох вибраних суддів, з 1870 — отаман, судді, помічник отамана, писар, скарбник). Станичні суспільства виконували різні обов'язки: військову, «загальні по пошуку» (зміст поштових станцій, ремонт доріг і мостів тощо), станичні (утримання «летючої пошти», супровід арештантів, караульна служба тощо). У 1890 встановлений день військового свята — 30 серпня. З 1891 козаки обирали додаткових суддів, які були касаційною інстанцією на рішення станичних судів.

## Історія

### У складі імперії

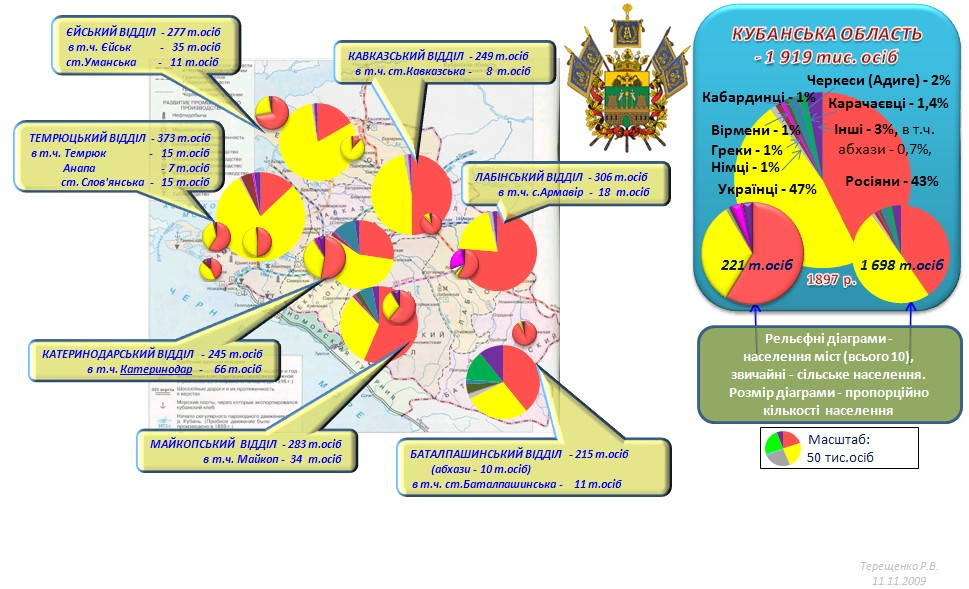
Населення Кубанської області за рідною мовою, 1897

- 1792 Перші запорозькі козаки, які були перейменовані в 1791 році в чорноморських козаків, прибувають на Тамань.
- 1793 Закладено місто Катеринодар.
- 1796 Два полки було направлено в перський похід, внаслідок чого з голоду і хвороб втратили половину свого складу. Це викликало в 1797 році так званий перський бунт чорноморців, що повернулися на Кубань.
- 1812 у Франко-російській війні 1812 року брали участь 9-й піший полк, 1-й збірний кінний полк і Лейб-гвардії Чорноморська козацька сотня.
- 1815 - відправлені 4 кінних Чорноморських полки полковників: Дубоносова, Бурсака, Порохні і Голуба в закордонний похід, але досягли лише кордонів Польщі.
- 1828 Штурм козаками османської фортеці Анапа.
- 1853—1856 В час Кримської війни чорноморські козаки успішно відбивали вилазки англо-французьких десантів біля берегів Тамані, а 2-й і 8-й пластунські (піші) батальйони взяли участь в обороні Севастополя.
- 1860 Склад війська: 22 кінні полки, 3 ескадрони, 13 піших батальйонів і 5 батарей.
- 1865 Кубанському козацькому війську подарований Георгіївський прапор «за Кавказьку війну», а ряду полків — Георгіївські прапори (11-ту і 17-ту — «за відмінність у Турецьку війну» і «в справах проти горців в 1828—1829 роках і при підкоренні Західного Кавказу в 1864»).
- 1873 Загін кубанських козаків брав участь у Хивінському поході до Середньої Азії.
- 1877—1878 Козаки билися у війні з Османською імперією, воювали в Болгарії. Особливо відзначилися козаки при обороні Шипки, в Баязеті, узятті Карсу і в діях проти османів в Абхазії. За це ряд козацьких частин були нагороджені Георгіївськими штандартами.
- 1881 Три полки кубанських козаків брали участь у взятті туркменської фортеці Геок-Тепе.
- 1904—1905 Кубанські козаки брали участь у російсько-японській війні. У травні 1905 року козаки під командуванням генерала П. І. Міщенка в ході кінного рейду узяли в полон 800 японських солдатів і знищили артилерійський склад супротивника.

### Від першої до другої світової війни

Прапор Кубанської народної республіки

- 1914 Чисельність війська: 11 кінних полків і 1 дивізіон, 2,5 гвардійських сотень, 6 пластунських батальйонів, 5 батарей, 12 команд і 1 сотня міліції (всього до 19 тис. осіб)
- Перша світова війна. Кубанське козацьке військо виставило 37 кінних полків і 1 дивізіон, 2,5 гвардійські сотні, 22 пластунські батальйони, 6 батарей, 49 різних сотень і 6 півсотень, 12 команд (загалом близько 90 тис. осіб).
- 1917—1920 Велика частина козаків на чолі з Кубанською Радою підтримала ідею незалежності Кубані, а також Добровольчу армію генерала Антона Івановича Денікіна.
- 1918 Керівництво козаків підтримало ідею про об'єднання Кубані з Українською Державою гетьмана Скоропадського на правах федерації. До Києва тут же були відправлені посли, але об'єднанню не призначено було збутися, оскільки Катеринодар був зайнятий Червоною Армією, а через деякий час влада Скоропадського впала під натиском військ Директорії.
- 1918—1920 28 січня 1918 року Кубанською Радою на землях, що називалися Кубанською областю, була проголошена незалежна Кубанська Народна Республіка зі столицею в Катеринодарі, що проіснувала до 1920 року
- 1920 Республіка і Військо скасовані.
- 1920—1932 роки Репресії і розкуркулення.
- 1920—1925 — проти більшовиків діють окремі загони повстанців, відомі під загальною назвою Кубанської повстанчої армії. Відомими діячами були М. Пилюк, В. Рябокінь та ін.
- 1932—1933 Голодомор, масові виселення (див. «Чорні дошки») і денаціоналізація, а також переселення з північних районів Росії змінили національний склад населення краю.
- Після 1933-го Репресивні заходи до Козацтва частково скасовано, відновлення Кубанського Козацького Хору, формування Козацьких частин у Червоній Армії.

У час Другої світової війни кубанські козацькі частини воювали як в РСЧА так і на боці німців.
- На Кубані діють окремі загони УПА, які на знак спадкоємства з повстанським рухом 1921—1925 рр. взяли собі назву Козача повстанська армія.
- У кінці 1940-х рр. на екрани вийшов художній фільм «Кубанські козаки», де життя козаків виставлене в прикрашеному вигляді.
- Кубанське козаче військо в еміграції формує свої органи, друкує пресу та книжки. Тримається окремо як від українського національного руху, так і від російського імперського, хоча частіше співпрацює з останнім.

### Після розпаду СРСР

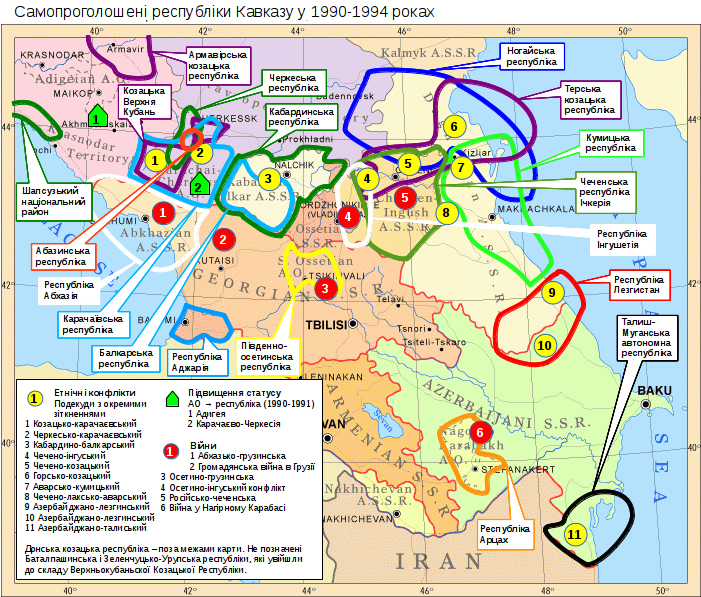
Самопроголошені республіки початку 1990-х років на Кавказі

- Під час Перебудови розпочалося відродження кубанського козацтва. Влітку-восени 1991 року на колишній території Кубанської Народної Республіки було проголошено декілька козацьких республік: Армавірська, Зеленчуцько-Урупська та Баталпашинська, причому останні дві об'єдналися у Козацьку Верхню Кубань. З них фактичну владу мала тільки Зеленчуцько-Урупська козацька республіка, яка проіснувала півроку. Підставою для проголошення республік у Карачаєво-Черкесії став референдум, проведений козацькими активістами влітку 1991 року, 64,8 % учасників якого висловилися за створення автономії[1].
- На початку 1990-х рр. утворене козаками «Кубанське Козацьке військо» на чолі з Отаманом Володимиром Громовим проголосило себе наступником історичного Війська. Нове військо себе брало участь в Абхазькому конфлікті на боці Росії, увірвавшись першими до Сухумі в 1993 році. У наші дні ВКО «Кубанське Козацьке військо» має реєстр у близько 30 тисяч бійців
- 2007. Новим Отаманом організації, за ініціативою губернатора Олександра Ткачева, обраний віце-губернатор Краснодарського краю Микола Долуда[2].
- 2014. Кубанці та донці взяли участь в окупації Криму та Донбасу. (див. Російська інтервенція до Криму в 2014 р., Війна на сході України)[3][4][5]. Також багато хто з них брали участь у війні на Донбасі на стороні терористів «ДНР» і «ЛНР». Останнім часом російська влада використовує «козаків» для розгону мітингів. Зокрема, люди в шапках і з нагайками відзначилися під час мітингів у Москві 5 травня 2018 року, безкарно б'ючи беззбройних протестувальників[6]. Разом із російськими військовими вони забезпечували силовий супровід «Російської весни» в Криму, чергуючи біля будівлі Ради міністрів у Сімферополі, на блокпостах «Перекоп» і «Турецький вал». Також кубанці (правда, в меншій мірі, ніж підрозділи Союзу козаків Області Війська Донського на чолі з отаманом Миколою Козіцин) брали участь у бойових діях у Донбасі[7].
- Жовтень 2018. Кубанські козаки заявили що можуть приїхати в Київ якщо патріарх Варфоломій надасть автокефалію УПЦ: «якщо Лавру займуть розкольники. Російські люди, православні, не дадуть цього здійснитися! Якщо не вийдемо ми, лаврські святі вийдуть із печер і зупинять це блюзнірство. Ми як паломники поїдемо до Києва, поїдемо захищати православні святині. Повірте, розкольникам буде непереливки» — сказав один із отаманів війська Донського[6].

## Населення
Козаки в 1916 становили 43 % населення Кубанської області (1,37 млн чоловік), становлячи найбільшу етнічну групу. Велика частина орної землі належала козакам. Козаки протиставляли себе некозацькій частині населення. Ставлення до іногородніх («гамселів»), мугирів було зарозуміло-зневажливим. Під той час налічувалися 262 станиці і 246 хуторів. Основну частину їх населення становили козаки. Іногородні переважно проживали в містах, селах.
Досить високим для початку XX століття був у кубанських козаків рівень письменності — понад 50 %. Перші школи з'явилися в козаків Кубані наприкінці XVIII століття.

## Отамани наказні та військові Кубанського війська
У Російській імперії від 1827 року отаманом усіх козацьких військ країни вважався спадкоємець престолу з династії Романових, а справжній керівник над козацькою громадою мав титул наказного отамана, тобто «призначеного імператорським наказом». Таке становище над козаками зберігалося аж до революції 1917 року. На посаду кубанського наказного отамана імператорський уряд намагався не призначати представників місцевої української громади, хоча українські козаки-чорноморці складали ядро Кубанського війська. З 10 перших наказних отаманів був тільки один українець, виходець із дворянської родини Полтавської губернії Яків Малама. Лише деяка лібералізація режиму в імперії внаслідок революції 1905 року вперше дозволила зайняти посаду наказного отамана місцевому кубанському козаку-українцю, Михайлу Бабичу. Він і став останнім за часів Російської імперії наказним отаманом Кубанського війська.
З поваленням імператорської влади 1917 року на Кубані було відновлено звання військового отамана, як то було в Чорноморському козацькому війську в 1797—1827 рр. Інститут військового отаманства зберігався на Кубані і в часи існування Кубанської Народної Республіки, але представники колишнього імператорського генералітету, які займали цю посаду в 1917—1920 рр., на жаль, виявлялися запеклими ворогами всього українського, і знаходилися у постійному протистоянні з українофільською владою КНР. І лише загроза загибелі козацької Кубані внаслідок інтервенції більшовиків змусила кубанських генералів згодитися на передачу отаманського уряду представнику українських кіл Кубані, прем'єру Кубанської Народної Республіки Василю Іванису. Але зорганізувати опір більшовикам на Кубані Іванису вже не вдалось.
Посада військового отамана зберігалася кубанськими козаками і на еміграції. 1990 року відновлено отаманський уряд і в Росії. Сучасна отаманська верхівка Кубані є цілком лояльною діючій президентській владі РФ. Збройні формування кубанських козаків брали активну участь у діях 2014 року в Криму і Донбасі на боці проросійських сепаратистів.

### Наказні отамани
- Микола Євдокимов (1860—1861)
- Микола Іванов (1861—1863)
- Фелікс Сумароков-Ельстон (1863—1869)
- Михайло Цакні (1869—1873)
- Микола Кармалін (1873—1882)
- Сергій Шереметєв (1882—1884)
- Георгій Леонов (1884—1892)
- Яків Малама (1892—1904)
- Дмитро Одинцов (1904—1906)
- Микола Михайлов (1906—1908)
- Михайло Бабич (1908—1917)

### Військові отамани
- Олександр Філімонов (1917—1919)
- Микола Успенський (1919—1920)
- Микола Букретов (1920—1920)
- Василь Іванис (1920—1920)
- В'ячеслав Науменко (1920—1958)[8]
- Володимир Громов (1990—2008)[9]
- Микола Долуда (2008 — 2020)
- Микола Перваков (т.в.о., 2020 - 2021)
- Олександр Власов (з 2021)

## Привітання кубанських козаків
У козацьких хуторах або станицях було прийнято вітатися навіть із незнайомою людиною. Серед звичних привітань були «Здорово, козаки!», «Здорові бували, козаки!» або «Здоровенькі були, козаки!», що супроводжувалося зняттям шапки та поклоном. У відповідь звучало «Слава Богу». Згідно військового статуту в строю на привітання козаки відповідали «Здравия желаю, господин…!».
Окрім загальновживаних привітань, в деяких станицях використовувалось привітання «Слава Кубані!» з відповіддю «Героям слава!».
У романі Віктора Лихоносова «Ненаписанные воспоминания. Наш маленький Париж» (1986), дія якого відбувається в 1908 році, кубанські козаки використовують привітання «Слава героям, слава Кубані!».
Борис Алмазов у книзі «Охваченные членством» (2004 год) описує привітання «Слава Кубані!» та відповідь «Героям слава!» як звичні для кубанської станиці кінця 1990-х років.
Фраза «Слава Кубані!» з відгуком «Героям слава!» декілька разів згадувалась у газетах, як варіант козацького привітання. На території Краснодарського краю зафіксовано випадок розміщення привітання разом із гербом Кубанської області на банері зовнішньої реклами. Є випадки застосування привітання на святі у середній школі.

## Культура
Кошиць Олександр Антонович український хоровий диригент, композитор, етнограф та письменник-мемуарист дав такий опис пісенної культури козаків-українців:
Узагалі ж співучість кубанських козаків, так прославлена в усій російській армії, була дійсно надзвичайна. Тут висловлювалась вся природна українська музикальність і старовинна хорова традиція. Які чудовні, вправні хорові співаки (не кажу вже про знамениті голоси), які музикальні! Треба було послухати отой контрапункт, що вони утворювали під час співу вільно, спокійно, як річ не тільки самозрозумілу, але й цілком природну. Треба було чути ту вражаючу поліфонію (багатоголосність), та поверх усієї маси отой неперервний, що ніколи двічі не повторюється, узор підголоска, неймовірно високого і легкого тенора… Або присвист у маршовій пісні! Аж дух захоплює, наче несе тебе якась непереможна сила в наступ або на батареї якоїсь фортеці, чи в кінну атаку на ворога! Тут можна було відчути силу пісні й уявити собі її виховуючу роль для мас! Це страшна сила… Бували й моменти іншого характеру, особливо при піснях історичних. Не знаю, може мені так здавалось, а може відгомін сумних історичних подій жив ще в колективній душі народній та якимсь містичним способом передавався співаками, але виконання історичних пісень набирало цілком іншого характеру, ніж в піснях військових та побутових. Якась урочистість, якась піднесеність відчувалась у голосах, якийсь особливий сум у співові. Я пильно стежив за обличчями співаків! Вони поступово змінювались — звичайне, буденне спливало з них, з тягом пісні вони робились сумними, поважними, іноді, (мені здавалось) схвильованими, у всякім разі зворушеними. Голоси чим далі ставали більш чулими й виразними. У них говорила загальна душа нашого народу для якої подія, що оспівувалася, не була мертва сторінка історії, а жива свіжа рана, що стікає живою кров'ю і болить правдивим, живим болем. З їх очей на мене дивився сум моєї батьківщини, історія оживала й дихала холодним минулим… Іноді мені ставало страшно… Я не перебільшую, бо кажу зараз про колективний «хоровий голос», звук якого має своє особливе обличчя — живе й виразне, коли люди, що творять його, відчувають те «щось», що не дається до наслідування, але що само собою утворюється, коли ідея опанує душею загалу. Кожного разу після таких духовних «подій» я сповнювався якогось духовного тремтіння, що не покидало мене дуже довго і давало мені настрій на цілі роки.